# Takapsestis
Takapsestis är ett släkte av fjärilar. Takapsestis ingår i familjen sikelvingar.
Kladogram enligt Catalogue of Life:
| Takapsestis | \| \| Takapsestis albibasis \| \| \| \| \| \| Takapsestis wilemaniella \| \| \| \| |
|             | \| \| Takapsestis albibasis \| \| \| \| \| \| Takapsestis wilemaniella \| \| \| \| |
|             | Takapsestis albibasis                                                              |
|             |                                                                                    |
|             | Takapsestis wilemaniella                                                           |
|             |                                                                                    |